# Jean 14
 (avril 2024).
La mise en forme du texte ne suit pas les recommandations de Wikipédia : il faut le « wikifier ».
Les points d'amélioration suivants sont les cas les plus fréquents. Le détail des points à revoir est peut-être précisé sur la page de discussion.
- Les titres sont pré-formatés par le logiciel. Ils ne sont ni en capitales, ni en gras.
- Le texte ne doit pas être écrit en capitales (les noms de famille non plus), ni en gras, ni en italique, ni en « petit »…
- Le gras n'est utilisé que pour surligner le titre de l'article dans l'introduction, une seule fois.
- L'italique est rarement utilisé : mots en langue étrangère, titres d'œuvres, noms de bateaux, etc.
- Les citations ne sont pas en italique mais en corps de texte normal. Elles sont entourées par des guillemets français : « et ».
- Les listes à puces sont à éviter, des paragraphes rédigés étant largement préférés. Les tableaux sont à réserver à la présentation de données structurées (résultats, etc.).
- Les appels de note de bas de page (petits chiffres en exposant, introduits par l'outil «  Source ») sont à placer entre la fin de phrase et le point final[comme ça].
- Les liens internes (vers d'autres articles de Wikipédia) sont à choisir avec parcimonie. Créez des liens vers des articles approfondissant le sujet. Les termes génériques sans rapport avec le sujet sont à éviter, ainsi que les répétitions de liens vers un même terme.
- Les liens externes sont à placer uniquement dans une section « Liens externes », à la fin de l'article. Ces liens sont à choisir avec parcimonie suivant les règles définies. Si un lien sert de source à l'article, son insertion dans le texte est à faire par les notes de bas de page.
- La présentation des références doit suivre les conventions bibliographiques. Il est recommandé d'utiliser les modèles {{Ouvrage}}, {{Chapitre}}, {{Article}}, {{Lien web}} et/ou {{Bibliographie}}. Le mode d'édition visuel peut mettre en forme automatiquement les références.
- Insérer une infobox (cadre d'informations à droite) n'est pas obligatoire pour parachever la mise en page.

Pour une aide détaillée, merci de consulter Aide:Wikification.
Si vous pensez que ces points ont été résolus, vous pouvez retirer ce bandeau et améliorer la mise en forme d'un autre article.
| Jean 14:28         | Jean 14:28          |
| ------------------ | ------------------- |
|                    |                     |
| Livre              | Évangile selon Jean |
| Catégorie          | Évangile            |
| Partie de la Bible | Nouveau Testament   |

Jean 14 est le quatorzième chapitre de l'Évangile selon Jean dans le Nouveau Testament de la Bible chrétienne. Il reprend les discussions de Jésus avec ses disciples en prévision de sa mort et rapporte le don promis du Saint Esprit. Jésus parle individuellement avec Thomas, Philippe et Jude ; tout au long de ce chapitre, l'objectif de Jésus est de fortifier la foi des apôtres. L'auteur du livre contenant ce chapitre est anonyme, mais la tradition chrétienne primitive croit uniformément que Jean composa cet Évangile.

## Texte
Le texte original fût écrit en Koinè (grec). Ce chapitre est divisé en 31 versets. Certains manuscrits primitifs contenant le texte de ce chapitre sont : 
- Papyrus 75 (175-225 apr. J.-C.)
- Papyrus 66 (~200)
- Codex Vaticanus (325-350)
- Codex Sinaiticus (330-360)
- Codex Bezae (~400)
- Codex Alexandrinus (400-440)
- Codex Ephraemi Rescriptus (~450)

## Lieux
Tous les événements rapportés dans ce chapitre et les chapitres suivants jusqu'à Jean 17 prennent place à Jérusalem. L'endroit précis n'est pas spécifié, mais Jean 18:1 déclare qu'après cela, "Jésus sortit avec ses disciples et traversa le torrent du Cédron".

## Le départ de Jésus et son retour
Le chapitre 14 reprend, sans interruption, le dialogue de Jésus avec ses disciples concernant son départ prochain. H. W. Watkins décrit le saut de chapitre comme "fâcheux, comme il saute la connexion entre ces mots et ceux qui sont immédiatement partis auparavant (Jean 13)", bien qu'Alfred Plummer, dans la Bible de Cambridge pour les écoles et collèges, identifie Jean 14 comme l'ouverture du "dernier grand discours", se poursuivant au chapitre 17.
Jésus déclare, "Que votre cœur (Grec : ὑμῶν ἡ καρδία, hymōn hē kardia - singulier en Grec, dans la Bible de Wyclif et dans la Version standard américaine - ne soit pas bouleversé" (Jean 14:1), mots qui sont répétés dans Jean 14:27. De nombreuses traductions en anglais ont le pluriel, cœurs (p. ex. Bible de Jérusalem). Le Codex Bezae et certaines autres versions introduisent dans le texte καὶ εϊπεν τοῖς μαθηταῖς αὐτοῦ (et il disait à ses disciples) mais Johann Albrecht Bengel déclare que "la foule des autorités est contre [cela]".
Le verset 1b lit :
... croyez en Dieu, croyez aussi en Moi. (Nouvelle version de la Bible du Roi Jacques)
Augustin traite le texte comme "croyez en Dieu, croyez aussi en Moi", et Bengel déclare que les deux propositions sont impératives, alors que la formulation de la Vulgate, telle que la Nouvelle version de la Bible du Roi Jacques, traite la nouvelle déclaration comme indicative ("vous croyez...") et construit la seconde ("[donc], croyez aussi...") sur cela. Heinrich August Wilhelm Meyer liste "Érasme, Martin Luther (dans son Exposition), Sébastien Castellion, Théodore de Bèze, Jean Calvin, Benedictus Aretius, Juan Maldonado, Hugo Grotius, et de nombreux autres" comme des écrivains ayant utilisé cette dernière approche.
La raison du départ de Jésus est de "préparer une place pour [ses disciples]. Quand je serai parti vous préparer une place, je reviendrai et je vous emmènerai auprès de moi, afin que là où je suis, vous soyez, vous aussi" (Jean 14:2-3). Jean 14:2 commence, dans de nombreuses traductions en anglais, avec la déclaration "Dans la maison de mon Père, il y a de nombreuses demeures", mais l’alternative, s’il n’en était pas ainsi, se présente de diverses manières : 
si cela n’était pas ainsi, je vous l’aurais dit. (p. ex. Nouvelle version de la Bible du Roi Jacques, Geneva Bible)
s'il en était autrement, je vous l'eusse dit, car je vais vous préparer une place (p. ex. English Standard Version)
Cette dernière lecture n'est pas soutenue par n'importe quel texte précédent où Jésus disait qu'il allait préparer une place.
Le Grec : μοναὶ (monai) est traduit comme "demeures", dans la Bible du roi Jacques, et "demeures de bonheur" dans les commentaires de l'archevêque irlandais John MacEvilly.
Le Textus receptus présente l'intention de Jésus de préparer une place pour Ses disciples comme une phrase séparée du point de vue de la disponibilité des nombreuses demeures, alors que, dans d'autres versions, la promesse qu'une place sera préparée est directement liée à l'enseignement qu'il y a de nombreuses demeures dans la maison du Père.
Le Mouvement rastafari tire son terme générique "Demeures des Rastafari" du verset 2, faisant références aux divers groupes au sein du mouvement. Augustin d'Hippone et Thomas d'Aquin déclarent qu'à partir de la référence aux "nombreuses demeures", les demeures varient en type et reflètent donc « différents degrés de récompenses » : 
Et la Ville sainte, la Jérusalem nouvelle, je l’ai vue qui descendait du ciel, d’auprès de Dieu, prête pour les noces, comme une épouse parée pour son mari. (Apocalypse 21:2)
Donc nous devrions distinguer diverses demeures selon les divers degrés de béatitude.
Le verset 3 s'appuie sur ce départ et la préparation, lorsque Jésus reprend : 
Et si je m’en vais, et prépare une place pour vous, je reviendrai, et vous recevrai auprès de moi, afin que là où je suis, vous y soyez aussi. (Bible du Roi Jacques)
Les mots Je reviendrai sont au présent, et devraient être littéralement rendus, Je reviens. Watkins note que "cette proposition a été expliquée de différentes façons : de la résurrection ; de la mort des disciples ; de la présence spirituelle de notre Seigneur dans l'Église ; [ou] du retour du Seigneur dans la Parousie du dernier jour, lorsque tous ceux qui croient en Lui seront reçus à Lui-même", mais il préfère les lire comme mentionnant la présence spirituelle constante de Jésus au milieu de Ses disciples.

## Le Chemin, la Vérité, et la Vie
Dans la première des trois conversations dans ce chapitre, Jésus parle avec Thomas.
Thomas lui dit : « Seigneur, nous ne savons pas où tu vas. Comment pourrions-nous savoir le chemin ? »
Plummer remarque qu'ils étaient à Jérusalem, "la cité royale du Messie victorieux", alors les disciples pensaient qu'ils étaient à l'endroit où Jésus allait "restaurer le Royaume d'Israël".

### Verset 6
Jésus lui répond : « Moi, je suis le Chemin, la Vérité et la Vie ; personne ne va vers le Père sans passer par moi.
La phrase "le Chemin" est également présente en Actes 9:2 et 19:23 comme un terme décrivant l'église primitive. Le pronom est emphatique : il implique "Moi et aucun autre". Le texte grec inclut aussi καὶ (kai, "et") avant ἡ ἀλήθεια, (hē alētheia, "la vérité"), une préférence observée par Plummer et la Revised Standard Version.

### Verset 7
[Jésus disait à Thomas :] Puisque vous me connaissez, vous connaîtrez aussi mon Père. Dès maintenant vous le connaissez, et vous l’avez vu. »
Les mots traduits comme "connaissez" et "connaissiez" dans le verset 7 sont ἐγνώκειτέ (egnōkate) et γινώσκετε (ginōskete) dans la première et troisième occurrence, venant du verbe grec γινώσκω, (ginóskó, apprendre à connaître, reconnaître, percevoir) alors que la seconde occurrence traduit le grec ᾔδειτε (ēdeite), venant du grec εἰδῶ (eidó: regarder, contempler, considérer, percevoir),, bien que le Textus Receptus a des mots dérivés de γινώσκω dans les trois exemples. Ellicott explique que les mots "ne sont pas identiques dans leur sens. Le premier signifie, connaître par observation, le dernier connaître par réflexion. Il s'agit de la différence entre savoir et connaître ; entre kennen et wissen [En allemand]. La signification peut être exprimé plus exactement comme, 'Si tu M'avais reconnu, tu aurais aussi connu Mon Père'.
Philippe, qui avait dit à Nathanaël dans Jean 1:46, « Viens, et vois. », reprend le dialogue de Thomas :
Seigneur, montre-nous le Père ; cela nous suffit. (Jean 14:8)
Il désire encore voir une révélation supplémentaire, pensant que Jésus devait encore leur montrer une vision de Dieu qui n'a pas encore été perceptible. Jésus commente qu'Il a été avec Ses disciples (Grec : ὑμῶν, hymōn - pluriel) pendant "si longtemps" (Jean 14:9) - Philippe était l'un des premiers disciples à suivre Jésus - "et tu ne me connais pas". Jésus parle à Philippe, seul, "Tu ne crois donc pas..." (οὐ πιστεύεις, ou pisteueis - singulier) et ensuite aux onze comme un groupe, "Croyez-moi..." (πιστεύετέ, pisteuete - pluriel). Plummer explique que "l'Anglais oblitère le fait que le Christ se détourne maintenant de Philippe et s'adresse aux onze" :
Croyez-moi : je suis dans le Père, et le Père est en moi ; si vous ne me croyez pas, croyez du moins à cause des œuvres elles-mêmes (Jean 14:11).
Jean a précédemment fait références aux œuvres de Jésus en tant que Son témoin et un signe de Son autorité (Jean 5:36 et 10:25),mais Jésus ajoute ici :
Celui qui croit en moi fera les œuvres que je fais. Il en fera même de plus grandes, parce que je pars vers le Père (Jean 14:12).
Le théologien luthérien Harold Buls propose que les "plus grandes œuvres" implique "l'envoi du message de la vie éternelle en grands flux" aux gentilés, étant le message que Jésus avait uniquement délivré aux Juifs.

## Prière (14:12-14)
Jésus tient de "grandes promesses en faveur de la prière". Le verset 13 déclare,
Tout ce que vous demanderez en mon nom, je le ferai, afin que le Père soit glorifié dans le Fils
Et le verset 14 répète cela en partie :
Quand vous me demanderez quelque chose en mon nom, moi, je le ferai.
Le moine Byzantin et commentateur biblique Euthyme Zigabène déclare que "la promesse est répétée... pour confirmation". Buls note que deux versets (13 et 14) "impliquent clairement que les croyants auront de nombreux besoins", et que l'engagement de Jésus à faire ce qui lui est demandé et est demandé en son nom "entraîne - et a comme sa raison - le vêtement du Père dans la splendeur".

## Versets 15-27: le Paraclet
Moi, je prierai le Père, et il vous donnera un autre Défenseur qui sera pour toujours avec vous.
Jésus est le premier défenseur ou paraclet. Le texte en Grec mentionne αλλον παρακλητον (allon parakleton, autre défenseur). La Bible anglaise commune (Common English Bible) offre "compagnon". La Bible de Jérusalem opte pour "défenseur" mais fait remarquer qu'il est "difficile de choisir entre les sens possibles". Buls propose que "Je demanderai" désigne une requête étant faite par un égal d'un autre égal.
Mais le Défenseur, l’Esprit Saint que le Père enverra en mon nom, lui, vous enseignera tout, et il vous fera souvenir de tout ce que je vous ai dit.

## La fin du chapitre (14:28-31)
Alors que le chapitre touche à sa fin (versets 28-31), Jésus répète qu'il s'en va, mais qu'il reviendra. Ce passage finalise le discours de Jésus avec ses disciples les plus proches : 
Je ne parlerai plus beaucoup avec vous (Jean 14:30)
car sa vie est désormais uniquement dirigée vers la tâche d'obéissance à son Père (Jean 14:31).
Préparant à quitter la chambre haute, il dit à ses disciples : 
Levez-vous, partons d’ici (Jean 14:31).
Ce départ est logiquement lié aux premiers mots du chapitre 18, Ayant ainsi parlé, Jésus sortit avec ses disciples et traversa le torrent du Cédron ; il y avait là un jardin, dans lequel il entra avec ses disciples. Cette liaison a mené certains commentateurs à supposer que les chapitres 15-17 représentent le discours de Jésus "alors qu'ils avançaient sur le chemin vers le Mont des Oliviers", ou "qu'ils se lèvent de table et se préparent au départ, mais que les contenus des trois chapitres suivants sont délivrés avant qu'ils ne quittent la pièce". Dans Marc 14:42 et Matthieu 26:46, les mêmes paroles "Levez-vous ! Allons !" (Grec : εγειρεσθε αγωμεν) apparaît au sein du récit de Gethsémani, s'est déroulé plus tard dans la représentation de ces évangiles de la passion de Jésus,.